# Bergsbyn
Bergsbyn è un'area urbana della Svezia situata nel comune di Skellefteå, contea di Västerbotten.
La popolazione rilevata nel censimento 2010 era di 1 780 abitanti .